# Parafia św. Elżbiety w Orłowie
Parafia św. Elżbiety w Orłowie – rzymskokatolicka parafia położona w dekanacie inowrocławskim II

## Rys historyczny
Miejscowość została oddana Krzyżakom przez księcia Konrada Mazowieckiego w latach 1228-1235. Później miejscowość była siedzibą komturstwa. Parafię utworzono i uposażona z inicjatywy królewskiej na przełomie XIV i XV wieku. Kościół został zbudowany z drewna. Przed 1520 r. kościół wcielono do parafii w Starej Nieszawie. Pod koniec XVI wieku parafią zarządzali proboszczowie świeccy posiadających status wikarych. W 1858 roku został zbudowany nowy kościół murowanym. Parafia posiada cmentarz w Orłowie (naprzeciw kościoła). Parafia posiada księgi metrykalne: ochrzczonych od 1776, małżeństw od 1817 i zmarłych od 1779 roku.

## Zasięg parafii
Do parafii należą wierni z miejscowości: Czyste (część), Orłowo i Ściborze.